# Anexação de Sinquião pela República Popular da China
Anexação de Sinquião pela República Popular da China (chinês tradicional: 中國侵略新疆, chinês simplificado: 中国侵略新疆) em 1949, também conhecida na historiografia chinesa como a Libertação Pacífica de Sinquião, refere-se à tomada de poder político em Sinquião pelos comunistas chineses e pelo Exército de Libertação Popular nos últimos dias da Guerra Civil Chinesa.
A Segunda República do Turquistão Oriental chegou ao fim quando o Exército de Libertação Popular entrou em Sinquião em 1949. De acordo com a interpretação da República Popular da China, a operação na Segunda República do Turquestão Oriental foi a "Revolução de Sinquião", uma parte positiva da revolução comunista na China, o Turquistão Oriental aderiu e saudou o Exército Popular de Libertação, quando este entrou em Sinquião, num processo conhecido como a Libertação Pacífica do Sinquião. No entanto, defensores da independência de Sinquião que lutam para estabelecer um estado independente, veem a entrada do Exército Popular de Libertação como uma invasão. Em meados de outubro, as tropas do Exército Popular de Libertação tinham entrado ao sul de Sinquião, e encontraram resistência de um movimento liderado por Osman Batur, e grupos cazaques que persistiram até 1954. 
Em agosto de 1949, líderes da Segunda República do Turquistão Oriental, Exmetjan Qasimi, Abbas Abdulkerim, Beg Ishaq, Zhi Luo e Sugurbayev Delilhan voaram para encontrar-se com os líderes comunistas chineses, mas morreram em um "misterioso" acidente de avião.   As suas mortes foram escondidas até que o Exército Popular de Libertação pudesse controlar o norte de Sinquião.  Após o colapso da União Soviética, em 1991, os líderes da ex-KGB revelaram que cinco líderes da Segunda República do Turquistão Oriental foram mortos por ordem de Stalin em Moscou no final de agosto de 1949, em conformidade com um acordo entre Stalin e o líder comunista chinês Mao Tse-tung.  Aysa Beg fugiu para a Turquia .
Segundo o Boletim de Informação do Turquestão Oriental, a ocupação do Turquestão Oriental começou a 13 de outubro.
De 1949 até 2000, o número de chineses Han aumentou de cerca de 200.000 para 7,49 milhões de acordo com o recenseamento chinês.